# Носовой платок

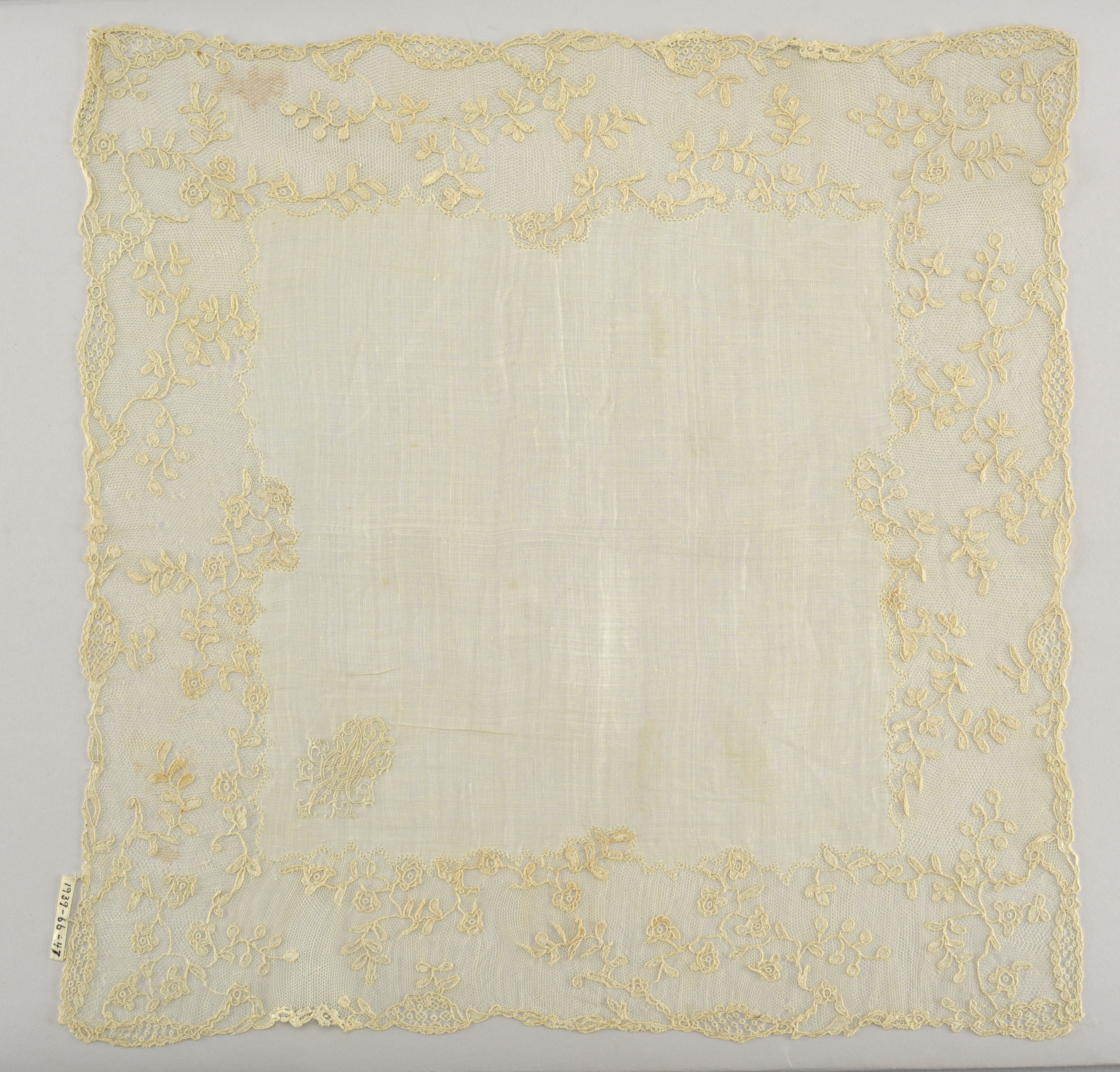
Льняной носовой платок XVIII века (Франция)

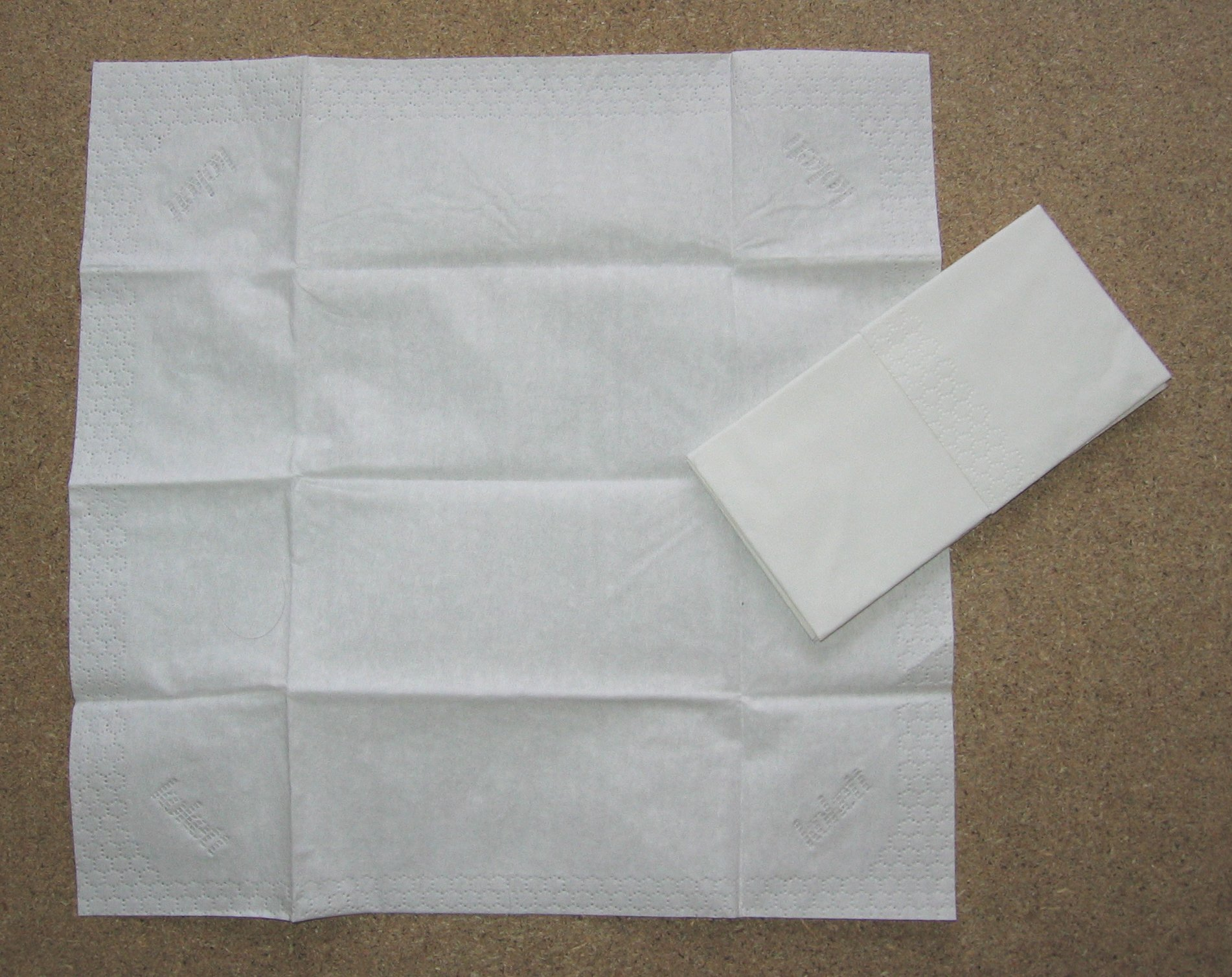
Бумажный носовой платок

Носовой платок — кусок ткани или бумаги, предназначенный в первую очередь для чистки носа. Другие функции — чистка иных частей тела и предметов, ношение как модный аксессуар, демонстрация принадлежности носителя к определённой группировке. Также платок используется для выделения движений в некоторых народных танцах (моррис, каламантьянос).
Традиционно носовые платки изготавливались из хлопка или льна. К началу XXI века многоразовые тканевые платки были вытеснены одноразовыми бумажными. Вопреки названию, бумажные носовые платки на 100 процентов состоят из целлюлозы (сырьё для изготовления бумаги). Иногда к целлюлозе прибавляют ментол и иные эфирные масла.

## История и развитие
Бумажные носовые платки известны в Китае со II века. На арабском Востоке носовые платки были привилегией знати, которая их носили под кушаком. Бросить носовой платок в сторону человека (особенно женщины) было жестом, свидетельствовавшем о высоком уважении. Эта традиция в Турции сохранялась до XIX века.

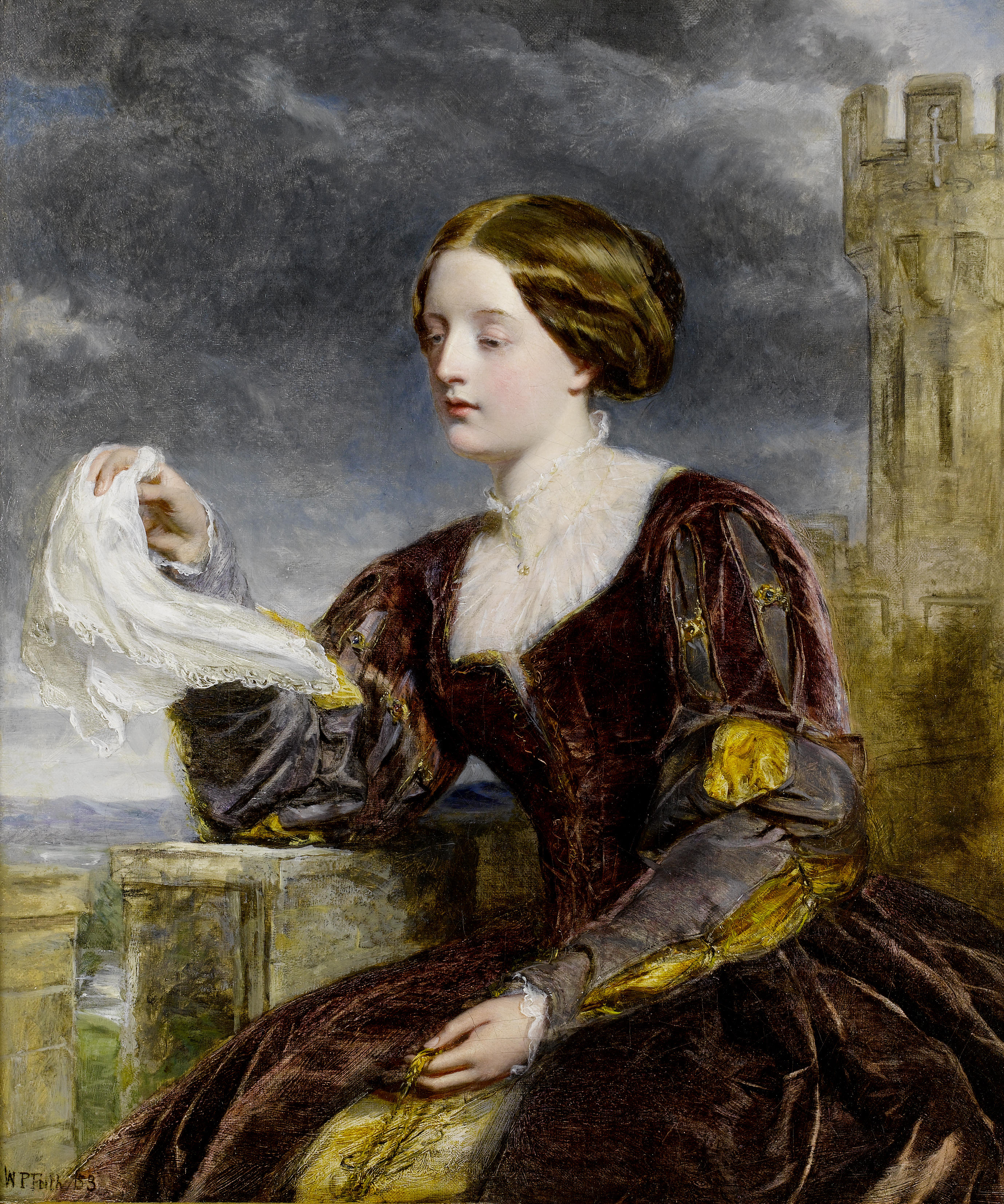
Уильям Фрит. Знак. 1858

В средневековой Европе гигиенический платок также использовался для демонстрации романтической любви. Дамы прикрепляли его на копьё своего рыцаря. Платок должен был напоминать рыцарю о цели его участия в турнире — победе в честь возлюбленной.
В эпоху Возрождения носовые платки оставались роскошью и использовались только высшими классами. Они украшались кружевом или вышивкой и пропитывались духами (франц. mouchoir de Venus). Эразм писал, что «вытирать нос о рукав невоспитанно». Немецкая пословица гласит: «Что у господина в кармане, то у мужика на рукаве».
В средневековой России носовой платок изначально назывался «утиральник», в отличие от «ширинки», то есть обычного платка. Платки изготавливались из целого куска ткани, отрезанной по ширине (отсюда и произошло слово «ширинка»). В «Домострое» рядом со словом «ширинка» употребляется термин «вусчина» — от слова «узкий».
Со временем платки становились всё более украшенными, часто служа знаками взаимных чувств мужчины и женщины. В викторианскую эпоху девушки нередко вышивали платки для возлюбленного собственными волосами. Шёлковые или батистовые платки свидетельствовали о высоком положении их обладателя.

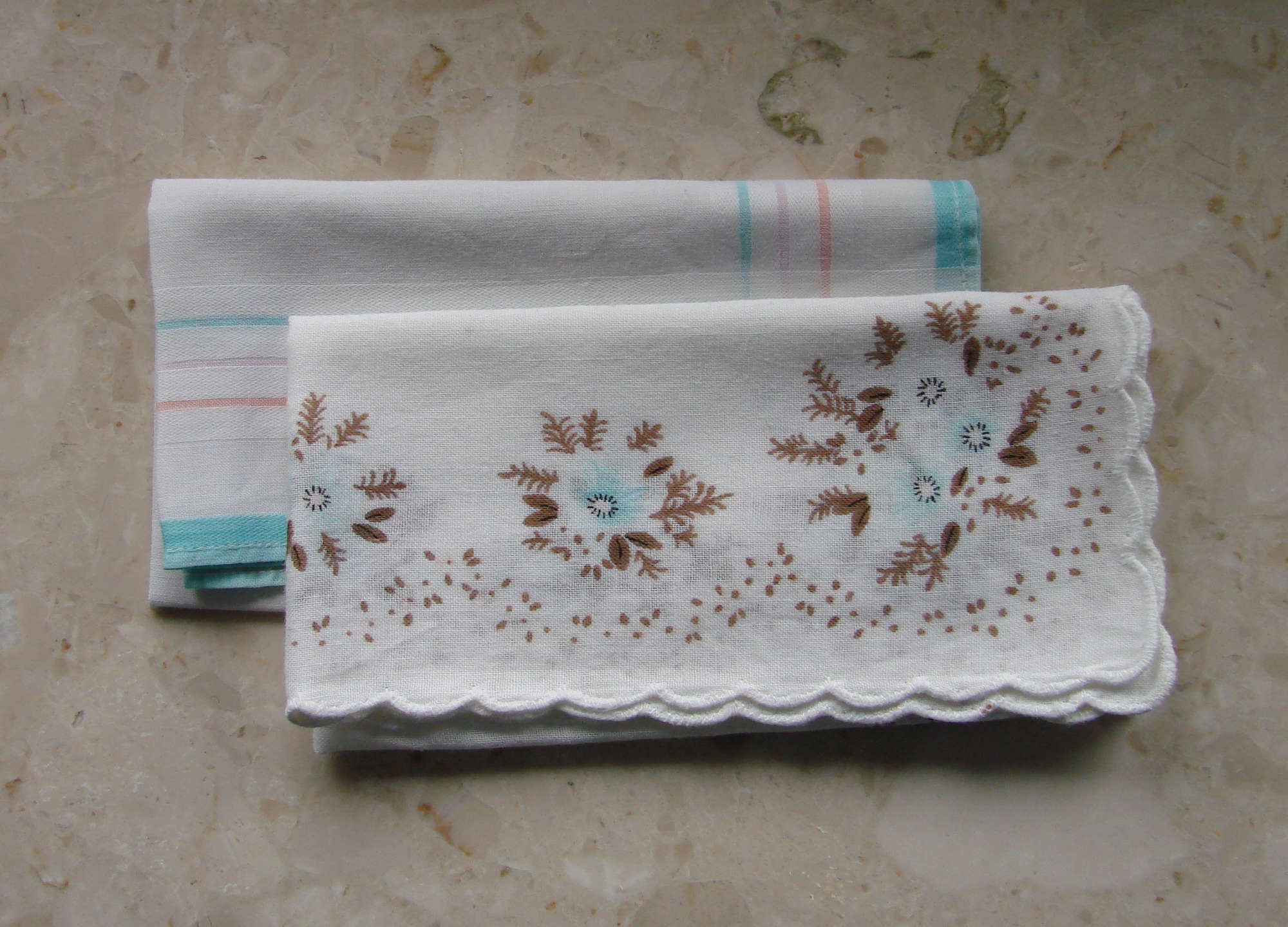
Пара современных носовых платков с принтом

С конца XVIII века на различных собраниях и мероприятиях женщины махали носовыми платками, чтобы показать своё одобрение чему-либо (точно так же, как мужчины размахивали своими шляпами).
Первый патент на носовые платки выдан в 1894 году: бумажная фабрика Г. Крума из Гёппингена получила патент 81094 за бумажный носовой платок, пропитанный глицерином.
В 1970-е и 1980-е гг. разноцветные носовые платки использовались в качестве специальной системы кодирования («ханки-код») для демонстрации сексуальных предпочтений и желаний геями и адептами БДСМ.

## Деталь мужского костюма
Мужской носовой платок считается символом благородства и социального ранга. Мода на ношение нагрудного платка с мужским костюмом продолжалась с 1920-х по 1960-е годы. За это время сложились определённые правила ношения нагрудного платка. Как правило, цвет платка не должен совпадать с цветом галстука, так как платок предназначен для привлечения внимания к собственно пиджаку, хотя галстук и платок могут быть одной расцветки (узора) и часто из одной ткани. Платки для мужчин часто продаются в составе подарочных наборов вместе с запонками той же расцветки. Нагрудный платок должен использоваться в исключительно в декоративных целях. В качестве носового используется дополнительный платок, который носится обычно в заднем кармане брюк.

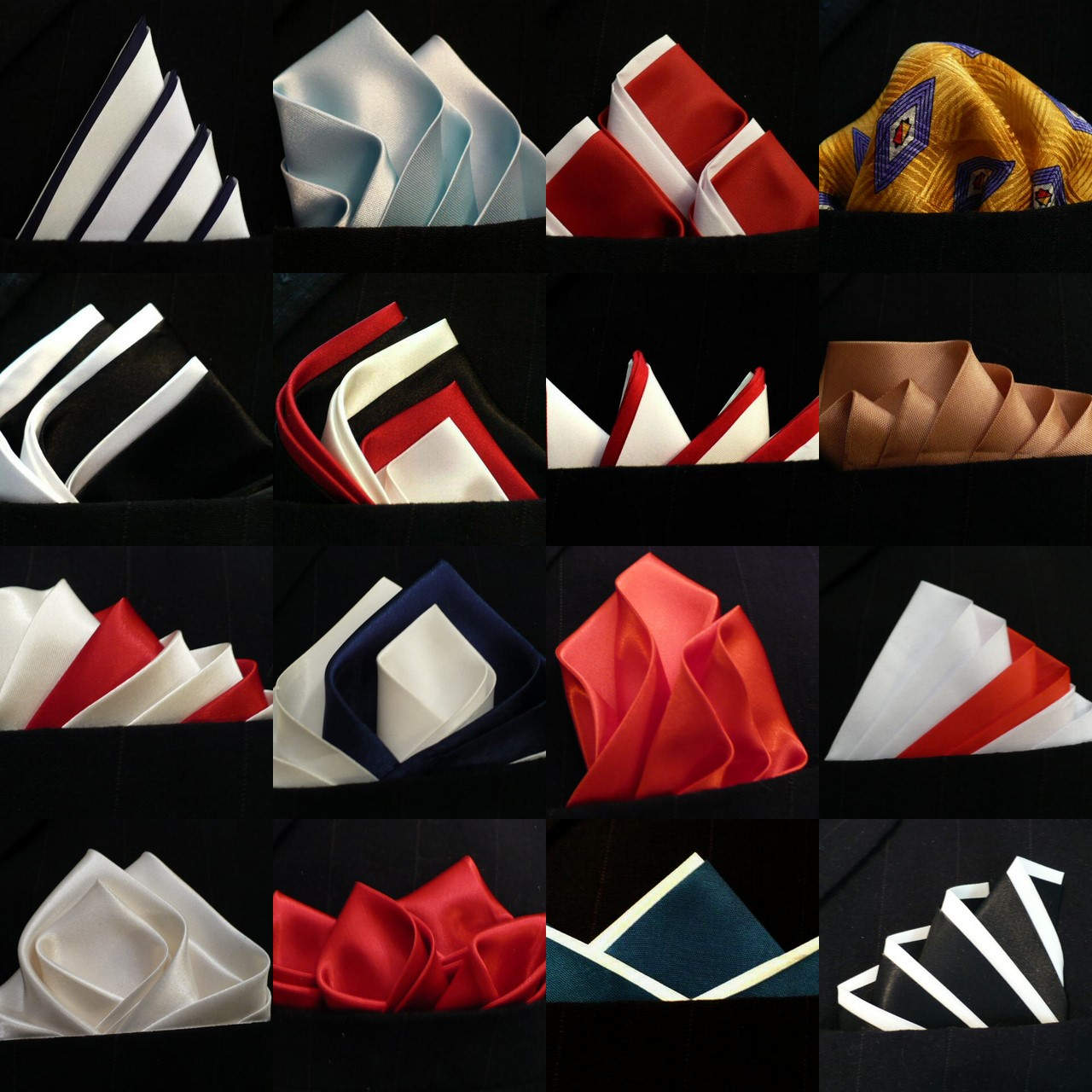
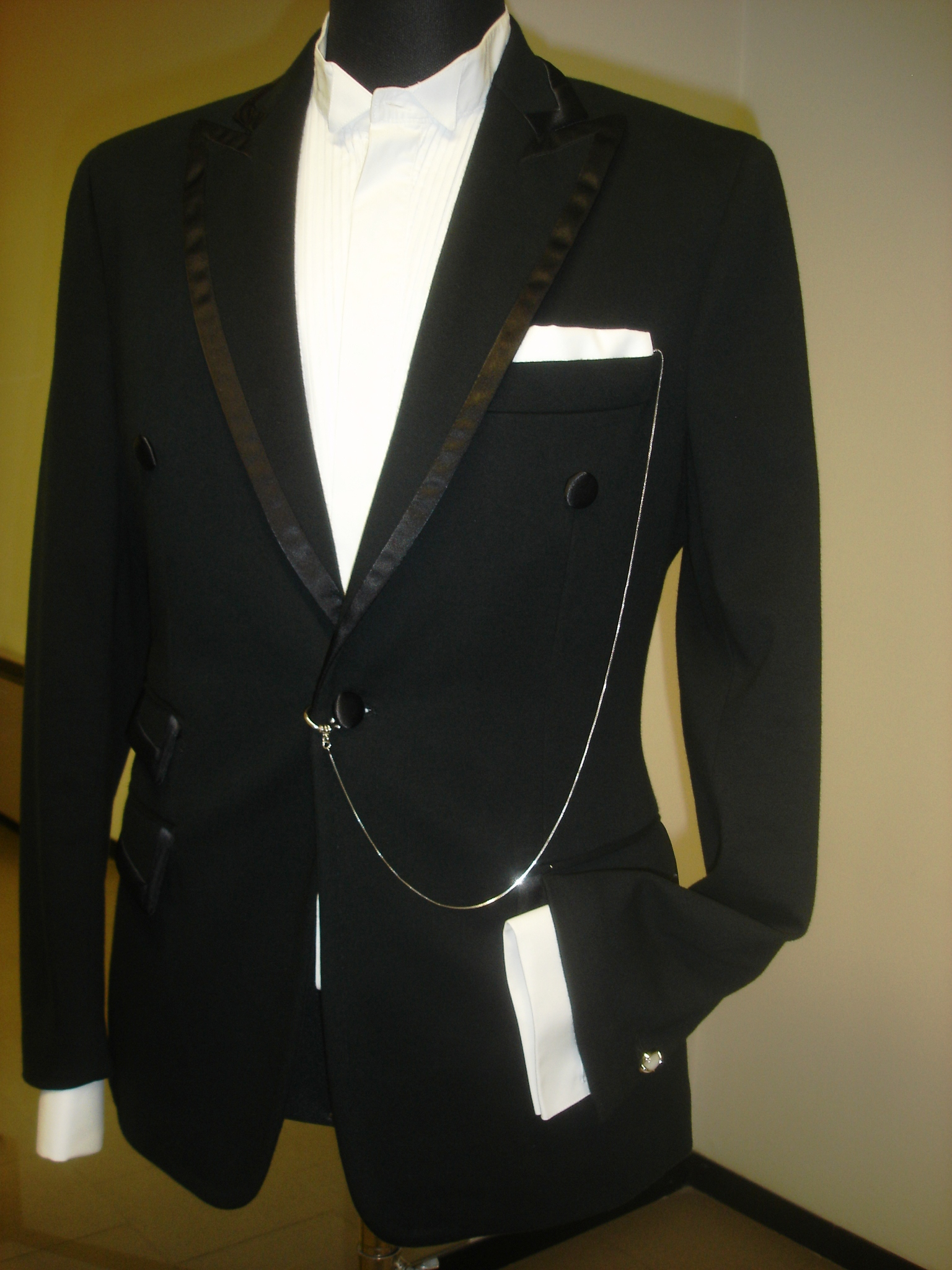

## EDC
В EDC сообществе многофункциональный кусок ткани для различных ежедневных целей называют «EDC-платок» или хэнк сокращенно от англ. handkerchief, дословно «ручной платок».